# Macarena Simari Birkner
Macarena Simari Birkner (ur. 22 listopada 1984 w Bariloche) – argentyńska narciarka alpejska, wielokrotna uczestniczka mistrzostw świata i igrzysk olimpijskich.

## Życie prywatne
Jest córką instruktorów jazdy na nartach Teresity Birkner i Mario Simariego. Jej rodzeństwo: starsza siostra María Belén i młodsza Angelica oraz starszy brat Cristian Javier także uprawia narciarstwo alpejskie.
Była związana z brytyjskim narciarzem alpejskim Noelem Baxterem, z którym ma córkę Guadalupe.

## Kariera
Jej pierwszym występem na arenie międzynarodowej były rozegrane 31 lipca 1999 roku w Chapelco zawody FIS, na których zajęła 3. miejsce w slalomie gigancie. W tym samym roku rozpoczęła także starty w mistrzostwach Argentyny, Pucharze Ameryki Południowej oraz Pucharze Europy.
12 grudnia 1999 roku miał miejsce jej debiut w Pucharze Świata, kiedy to na rozgrywanych w Sestriere zawodach sezonu 1999/2000 nie zakwalifikowała się do drugiego przejazdu slalomu. Dwa lata później wzięła udział w mistrzostwach świata w St. Anton am Arlberg, na których zajęła 32. miejsce w slalomie i 43. w supergigancie, ponadto nie ukończyła pierwszego przejazdu slalomu giganta. W 2002 roku pojawiła się zarówno na igrzyskach olimpijskich w Salt Lake City, jak i na mistrzostwach świata juniorów w Tarvisio. Na tym pierwszym wydarzeniu nie ukończyła pierwszego przejazdu slalomu, a także zajęła 17. miejsce w kombinacji, 31. w supergigancie, 34. w zjeździe i 39. w slalomie gigancie, z kolei drugie zakończyła z 30. miejscem w supergigancie oraz 35. w slalomie i slalomie gigancie.
W 2003 roku wystartowała w mistrzostwach świata w Sankt Moritz, na których zajęła 21. miejsce w kombinacji i 37. w slalomie, a także nie ukończyła pierwszego przejazdu slalomu giganta. Rok później, na mistrzostwach świata juniorów w Mariborze zajęła 21. miejsce w kombinacji, 25. w supergigancie, 30. w slalomie gigancie, 43. w slalomie i 45. w zjeździe. 27 lutego 2005 roku zdobyła swoje pierwsze punkty w Pucharze Świata, kiedy to podczas rozgrywanych w San Sicario zawodów sezonu 2004/2005 zajęła 20. miejsce w kombinacji. W tym samym roku pojawiła się na mistrzostwach świata w Bormio, na których zajęła 26. miejsce w slalomie i 43. w slalomie gigancie.
W 2006 roku wzięła udział w igrzyskach olimpijskich w Turynie, na których zajęła 26. miejsce w kombinacji, 31. w slalomie gigancie i 36. w slalomie, ponadto nie wystartowała w supergigancie. Trzy lata później wystąpiła na mistrzostwach świata w Val d’Isère, na których zajęła 23. miejsce w superkombinacji, 30. w zjeździe i slalomie oraz 37. w slalomie gigancie. W 2010 roku, na igrzyskach olimpijskich w Vancouver zajęła 26. miejsce w superkombinacji, 31. w zjeździe, 32. w supergigancie, 36. w slalomie i 45. w slalomie gigancie. Rok później pojawiła się na mistrzostwach świata w Garmisch-Partenkirchen, na których zajęła 21. miejsce w superkombinacji, 31. w zjeździe, 34. w slalomie i 56. w slalomie gigancie, a także nie ukończyła supergiganta. Rozgrywane w 2013 roku mistrzostwach świata w Schladming przyniosły jej 26. miejsce w superkombinacji i 50. w slalomie - na mistrzostwach tych nie wystartowała także w supergigancie, zaś po pierwszym przejeździe slalomu giganta została zdyskwalifikowana.
W 2014 roku wystartowała w igrzyskach olimpijskich w Soczi, na których zajęła 20. miejsce w superkombinacji, 26. w supergigancie, 27. w slalomie, 32. w zjeździe i 39. w slalomie gigancie. Rok później wzięła udział w mistrzostwach świata w Vail/Beaver Creek, które zakończyła z 21. miejscem w superkombinacji, 34. w slalomie i w zjeździe oraz 37. w supergigancie. W 2017 roku, na mistrzostwach świata w Sankt Moritz zajęła 26. miejsce w kombinacji, 35. w supergigancie, 37. w zjeździe i 41. w slalomie.

## Osiągnięcia

### Igrzyska olimpijskie
| Miejsce | Dzień     | Rok  | Miejscowość | Konkurencja     | Czas biegu | Strata | Zwyciężczyni              |
| ------- | --------- | ---- | ----------- | --------------- | ---------- | ------ | ------------------------- |
| 34.     | 12 lutego | 2002 | Snowbasin   | Zjazd           | 1:46,77    | +7,21  | Carole Montillet          |
| 17.     | 14 lutego | 2002 | Snowbasin   | Kombinacja      | 2:52,90    | +9,62  | Janica Kostelić           |
| 31.     | 17 lutego | 2002 | Snowbasin   | Supergigant     | 1:20,24    | +6,65  | Daniela Ceccarelli        |
| DNF1    | 20 lutego | 2002 | Deer Valley | Slalom          | –          | –      | Janica Kostelić           |
| 39.     | 22 lutego | 2002 | Park City   | Slalom gigant   | 2:41,55    | +11,54 | Janica Kostelić           |
| 26.     | 18 lutego | 2006 | Sestriere   | Kombinacja      | 3:02,66    | +11,58 | Janica Kostelić           |
| DNS1    | 20 lutego | 2006 | San Sicario | Supergigant     | –          | –      | Michaela Dorfmeister      |
| 36.     | 22 lutego | 2006 | Sestriere   | Slalom          | 1:37,07    | +8,03  | Anja Pärson               |
| 31.     | 24 lutego | 2006 | Sestriere   | Slalom gigant   | 2:19,43    | +10,24 | Julia Mancuso             |
| 31.     | 17 lutego | 2010 | Whistler    | Zjazd           | 1:54,25    | +10,06 | Lindsey Vonn              |
| 26.     | 18 lutego | 2010 | Whistler    | Superkombinacja | 2:16,37    | +7,23  | Maria Riesch              |
| 32.     | 20 lutego | 2010 | Whistler    | Supergigant     | 1:27,48    | +7,34  | Andrea Fischbacher        |
| 45.     | 25 lutego | 2010 | Whistler    | Slalom gigant   | 2:42,02    | +14,91 | Viktoria Rebensburg       |
| 36.     | 26 lutego | 2010 | Whistler    | Slalom          | 1:52,35    | +9,46  | Maria Riesch              |
| 20.     | 10 lutego | 2014 | Soczi       | Superkombinacja | 2:43,93    | +9,31  | Maria Höfl-Riesch         |
| 32.     | 12 lutego | 2014 | Soczi       | Zjazd           | 1:46,44    | +4,87  | Tina Maze Dominique Gisin |
| 26.     | 15 lutego | 2014 | Soczi       | Supergigant     | 1:31,10    | +5,58  | Anna Fenninger            |
| 39.     | 18 lutego | 2014 | Soczi       | Slalom gigant   | 2:47,85    | +10,98 | Tina Maze                 |
| 27.     | 21 lutego | 2014 | Soczi       | Slalom          | 1:56,51    | +11,97 | Mikaela Shiffrin          |

### Mistrzostwa świata
| Miejsce | Dzień       | Rok  | Miejscowość                | Konkurencja     | Czas biegu | Strata   | Zwyciężczyni       |
| ------- | ----------- | ---- | -------------------------- | --------------- | ---------- | -------- | ------------------ |
| 43.     | 29 stycznia | 2001 | St. Anton am Arlberg       | Supergigant     | 1:30,87    | +7,43    | Régine Cavagnoud   |
| 32.     | 7 lutego    | 2001 | St. Anton am Arlberg       | Slalom          | 1:50,27    | +17,32   | Anja Pärson        |
| DNF1    | 9 lutego    | 2001 | St. Anton am Arlberg       | Slalom gigant   | –          | –        | Sonja Nef          |
| 21.     | 10 lutego   | 2003 | Sankt Moritz               | Kombinacja      | 2:54,40    | +12,77   | Janica Kostelić    |
| DNF1    | 13 lutego   | 2003 | Sankt Moritz               | Slalom gigant   | –          | –        | Anja Pärson        |
| 37.     | 15 lutego   | 2003 | Sankt Moritz               | Slalom          | 1:48,80    | +9,25    | Janica Kostelić    |
| 43.     | 8 lutego    | 2005 | Santa Caterina di Valfurva | Slalom gigant   | 2:24,34    | +10,71   | Anja Pärson        |
| 26.     | 11 lutego   | 2005 | Santa Caterina di Valfurva | Slalom          | 1:58,93    | +10,95   | Janica Kostelić    |
| 23.     | 6 lutego    | 2009 | Val d’Isère                | Superkombinacja | 2:34,51    | +14,38   | Kathrin Zettel     |
| 30.     | 9 lutego    | 2009 | Val d’Isère                | Zjazd           | 1:37,31    | +7,00    | Lindsey Vonn       |
| 37.     | 12 lutego   | 2009 | Val d’Isère                | Slalom gigant   | 1:06,18    | +57,31   | Kathrin Hölzl      |
| 30.     | 14 lutego   | 2009 | Val d’Isère                | Slalom          | 59,78      | +52,02   | Maria Riesch       |
| DNF1    | 8 lutego    | 2011 | Garmisch-Partenkirchen     | Supergigant     | –          | –        | Elisabeth Görgl    |
| 21.     | 11 lutego   | 2011 | Garmisch-Partenkirchen     | Superkombinacja | 2:52,06    | +8,83    | Anna Fenninger     |
| 31.     | 13 lutego   | 2011 | Garmisch-Partenkirchen     | Zjazd           | 1:56,13    | +8,89    | Elisabeth Görgl    |
| 56.     | 17 lutego   | 2011 | Garmisch-Partenkirchen     | Slalom gigant   | 1:15,18    | +1:05,36 | Tina Maze          |
| 34.     | 19 lutego   | 2011 | Garmisch-Partenkirchen     | Slalom          | 1:57,69    | +11,90   | Marlies Schild     |
| DNS1    | 5 lutego    | 2013 | Schladming                 | Supergigant     | –          | –        | Tina Maze          |
| 26.     | 8 lutego    | 2013 | Schladming                 | Superkombinacja | 2:52,18    | +12,26   | Maria Höfl-Riesch  |
| DSQ1    | 14 lutego   | 2013 | Schladming                 | Slalom gigant   | –          | –        | Tessa Worley       |
| 50.     | 16 lutego   | 2013 | Schladming                 | Slalom          | 1:53,94    | +14,09   | Mikaela Shiffrin   |
| 37.     | 3 lutego    | 2015 | Vail/Beaver Creek          | Supergigant     | 1:18,18    | +7,89    | Anna Fenninger     |
| 34.     | 6 lutego    | 2015 | Vail/Beaver Creek          | Zjazd           | 1:53,18    | +7,29    | Tina Maze          |
| 21.     | 9 lutego    | 2015 | Vail/Beaver Creek          | Kombinacja      | 2:41,78    | +8,41    | Tina Maze          |
| 34.     | 14 lutego   | 2015 | Vail/Beaver Creek          | Slalom          | 1:47,87    | +9,39    | Mikaela Shiffrin   |
| 35.     | 7 lutego    | 2017 | Sankt Moritz               | Supergigant     | 1:26,51    | +5,17    | Nicole Schmidhofer |
| 26.     | 10 lutego   | 2017 | Sankt Moritz               | Kombinacja      | 2:05,82    | +6,94    | Wendy Holdener     |
| 37.     | 12 lutego   | 2017 | Sankt Moritz               | Zjazd           | 1:39,08    | +6,23    | Ilka Štuhec        |
| 41.     | 18 lutego   | 2017 | Sankt Moritz               | Slalom          | 1:47,81    | +10,54   | Mikaela Shiffrin   |

### Mistrzostwa świata juniorów
| Miejsce | Dzień     | Rok  | Miejscowość | Konkurencja   | Czas biegu | Strata | Zwyciężczyni      |
| ------- | --------- | ---- | ----------- | ------------- | ---------- | ------ | ----------------- |
| 30.     | 28 lutego | 2002 | Tarvisio    | Supergigant   | 1:32,12    | +4,58  | Maria Riesch      |
| 35.     | 1 marca   | 2002 | Sella Nevea | Slalom        | 1:42,61    | +6,07  | Veronika Zuzulová |
| 35.     | 3 marca   | 2002 | Ravascletto | Slalom gigant | 1:58,01    | +5,86  | Julia Mancuso     |
| 45.     | 10 lutego | 2004 | Maribor     | Zjazd         | 1:16,26    | +4,03  | Maria Riesch      |
| 25.     | 12 lutego | 2004 | Maribor     | Supergigant   | 1:29,16    | +2,37  | Nadia Fanchini    |
| 30.     | 14 lutego | 2004 | Maribor     | Slalom gigant | 2:27,80    | +6,41  | Maria Riesch      |
| 43.     | 15 lutego | 2004 | Maribor     | Slalom        | 1:51,63    | +10,90 | Kathrin Zettel    |
| 21.     | 15 lutego | 2004 | Maribor     | Kombinacja    | –          | –      | Julia Mancuso     |

### Puchar Świata

#### Miejsca w klasyfikacji generalnej
| Sezon     | Miejsce |
| --------- | ------- |
| 1999/2000 | –       |
| 2000/2001 | –       |
| 2001/2002 | –       |
| 2002/2003 | –       |
| 2003/2004 | –       |
| 2004/2005 | 101.    |
| 2005/2006 | –       |
| 2006/2007 | –       |
| 2007/2008 | –       |
| 2008/2009 | –       |
| 2009/2010 | –       |
| 2010/2011 | –       |
| 2011/2012 | –       |
| 2012/2013 | –       |
| 2013/2014 | –       |
| 2014/2015 | –       |
| 2015/2016 | 118.    |
| 2016/2017 | –       |
| 2017/2018 | –       |
| 2018/2019 | 126.    |